# Neoconocephalus corumbaensis
Neoconocephalus corumbaensis är en insektsart som beskrevs av Piza Jr. 1969. Neoconocephalus corumbaensis ingår i släktet Neoconocephalus och familjen vårtbitare. Inga underarter finns listade i Catalogue of Life.